# Велика пљачка воза (филм из 1903)
Велика пљачка воза (енгл. The Great Train Robbery) је амерички неми филм из 1903. године, који је направио Едвин С. Портер за Edison Manufacturing Company. Радња прати банду одметника који заустављају и пљачкају парну локомотиву на једној станици на дивљем западу, беже преко планинског терена и на крају бивају поражени од групе локалних становника. Овај кратки филм се ослања на многе изворе, укључујући снажну постојећу традицију вестерн филмова, недавне европске иновације у филмској техници, истоимену представу Скота Марбла, популарност филмова са темом возова и могуће инциденте у стварном животу који су укључивали одметнике као што је Буч Касиди.
Портер је снимио филм у Њујорку и Њу Џерзију у новембру 1903. године; студио је почео да га продаје водвиљ театрима и другим местима следећег месеца. Глумачка екипа је укључивала Џастуса Д. Барнса, Г. М. Андерсона и Волтера Камерона, који су можда такође помогли у планирању и инсценацији. Портеров приступ приповедању, иако није био посебно иновативан или необичан за 1903. годину, омогућио му је да укључи многе популарне технике тог времена, укључујући сцене постављене у широким кадровима, мат ефекат и покушај да се укаже на истовремену акцију у више сцена. Померање камере, снимање на локацији и моменти насилне акције су помогли да филм добије осећај грубе непосредности. Посебан снимак у крупном плану, који није био повезан са причом и могао је да се приказује на почетку или на крају филма у зависности од хира оператера, показује Барнса, као вођу одметника, како пуца директно у камеру.
Делимично због своје популарне и приступачне теме, као и због своје динамичне акције и насиља, филм је остварио комерцијални успех без преседана. Иако није значајно утицао или унапредио жанр вестерн филма, био је нашироко дистрибуиран и копиран, укључујући и пародију самог Портера. Током двадесетог века развиле су се нетачне легенде о Великој пљачки воза, које су тврдиле да је ово први вестерн или чак први филм који прича причу. Филмски стручњаци су више пута оповргавали ове тврдње, показујући да је Велика пљачка воза била стилски ћорсокак за свог творца и жанр; комерцијални успех филма и митско место у америчком филмском предању ипак остају неоспорни. Филм, посебно због Барнсовог крупног плана, постао је икона у америчкој култури, појављујући се у бројним филмским и телевизијским референцама и омажима. Године 1990, Конгресна библиотека је одабрала овај филм за чување у Националном регистру филмова Сједињених Држава као „културно, историјски или естетски значајан”.

## Радња
Два разбојника упадају у железничку телеграфску канцеларију, где на нишану приморавају оператера да заустави воз и нареди машиновођи да напуни воду на станици. Затим нокаутирају оператера и везују га. Док се воз зауставља, у њега се укрцавају разбојници — сада њих четворица. Два бандита улазе у експрес вагон, убијају гласника и динамитом отварају кутију са драгоценостима. У тучи на локомотиви, остали убијају ватрогасца и натерају ложача да заустави воз и искључи локомотиву. Бандити потом терају путнике да изађу из воза и пљачкају их. Један путник покушава да побегне, али је одмах упуцан. Носећи плен, разбојници беже у локомотиви, искрцавајући се у долини где су оставили своје коње.
У међувремену, у телеграфској канцеларији, везани оператер се буди, али поново пада. Његова ћерка стиже, доносећи му оброк, и ослобађа га када га открије везаног; она га освести поливајући га водом. Уследи комична сцена у плесној сали, где је странац са истока приморан да плеше док му мештани пуцају у ноге. Врата се изненада отварају и телеграфиста упада да им каже за пљачку. Присутни брзо формирају одред и јуре разбојнике кроз планине. Група коначно сустиже разбојнике, а у последњој пуцњави их све убија и враћа украдену пошту.
Самостална завршна сцена, одвојена од нарације, представља средњекрупни план вође одметника, који пуца у камеру „из екрана”.
- 1. Унутрашњост железничке телеграфске канцеларије
- 2. На железничком резервоару за воду
- 3. Унутрашњост експрес вагона
- 4. Борба на вагону
- 5. Откачињање локомотиве
- 6. Екстеријер путничких вагона
- 7. Бекство
- 8. Одлазак у планине
- 9. Предивна сцена у долини
- 10. Унутрашњост телеграфске канцеларије
- 11. Унутрашњост плесне дворане
- 12. Група у потери
- 13. Битка до смрти
- 14. Реализам

## Продукција

### Позадина
У годинама које су претходиле Великој пљачки воза, филмску индустрију обележило је много иновација и разноврсности. Неки студији, као што су Edison Manufacturing Company и компанија Лимијер, били су најпознатији по кратким скечевима и документарним снимцима презентованим у једноставном стилу, често само у једном снимку. Међутим, други филмски ствараоци су тежили сложенијим продукцијама; филмови Жоржа Мелијеса, попут међународно успешног Пута на Месец из 1902. године, постали су цењени због свог визуелног приповедања, често обухватајући више сцена и пажљиву монтажу и компликоване специјалне ефекте. У међувремену, британски филмски ствараоци који су радили у и око Брајтона, група која је касније добила надимак „Брајтонска школа”, направили су многе иновације у форми наративног филма, развијајући конвенције кадрирања и резова које ће постати индустријски стандарди.
Едвин С. Портер је стекао славу правећи камере, филмске штампаче и пројекторе; међутим, након што му је радионица уништена у пожару, прихватио је специјалну провизију за Edison Manufacturing Company 1901. године. Његов задатак да побољша њихову постојећу опрему за пројектовање био је значајан успех, а Портер је добио редован посао као сниматељ за Едисонов њујоршки филмски студио; у то време бити камерман је значило руковати камером и вршити креативну контролу на начин који ће се касније назвати филмском режијом. Његови рани филмови били су скечеви и документарни снимци у једноставном стилу који су већ користили други запослени у студију. Међутим, његов посао му је такође дао прилику да погледа многе стране филмове које је компанија дистрибуирала и пиратизовала, и око 1901. или 1902. открио је сложенија дела која су снимили Мелијес и ученици Брајтонске школе. Портер је одлучио да покуша да доведе Едисонове филмове на сличан ниво ових достигнућа, касније се присећајући се: „Из лабораторијског испитивања неких од популарних филмова француског пионирског редитеља, Жоржа Мелијеса — трик филмова као што је Пут на Месец — дошао сам до закључка да би филм који прича причу могао привући муштерије назад у биоскопе и кренуо сам да ради у овом правцу.”
Студио, суочен са све већом конкуренцијом других америчких компанија, поздравио је Портерове амбициозне планове. Његови први велики покушаји у разрађеним филмовима са приповедањем укључују Џека и чаробни пасуљ из 1902. у имитацији Мелијеса и Живот америчког ватрогасца из 1903. у стилу познатог филма Брајтонске школе, Пожар!. Његови филмови су били успешни и утицајни, поткрепљујући његов статус водећег филмског ствараоца у најважнијем америчком студију. У октобру 1903, Портер је удружио снаге са новим Едисоновим запосленим, Максом Аронсоном, који је био млади сценски глумац потписан као Г. М. Андерсон. Андерсонови почетни послови за студио били су смишљање визуелних гегова и повремене улоге, али је убрзо почео да да креативно сарађује са Портером. Портеров следећи велики филм био је Велика пљачка воза; Портер је био задужен за продукцију и фотографију, док је Андерсон можда помагао у инсценацији.

### Инспирација
Портер (и вероватно Андерсон) се ослањао на различите изворе када је планирао сценарио за Велику пљачку воза. Вестерн теме су већ биле популарне у филмовима и другим забавним садржајима, што је одражавало интересовање јавности за приче о прошлости и садашњости дивљег запада. Многи амерички филмови пре 1900. могу се класификовати као вестерни, као што су стварни погледи на живот каубоја, инсцениране вестерн анегдоте као што су Блеф из Тендерфута и Барска сцена у Крипл Крику (обе из 1899), кадрови Ени Оукли, као и Оглала и Бруле плесачи из Шоуа дивљег запада Бафало Била (оба из 1894). Студији у иностранству су такође рано почели да причају вестерн приче, а први познати пример је био британски филм Киднаповање Индијанаца Мичела и Кењона из 1899. године. Едисонов филм Stage Coach Hold-up из 1901. године, заснован на делу „Hold-up of the Deadwood Stage” Бафало Била, вероватно је директно утицао на Портера. Портер је можда такође био инспирисан недавним стварним догађајима у вези са дивљим западом: у августу 1900. Буч Касиди и његова банда су опљачкали воз Union Pacific Railroad-а и избегли хапшење, а у септембру 1903. банда Била Мајнера је безуспешно заузела воз Oregon Railroad and Navigation Company-а.
За наслов филма и основни концепт, Портер се осврнуо на Велику пљачку воза Скота Марбла, популарну позоришну мелодраму која је премијерно приказана у Чикагу 1896. године и емитована у Њујорку 1902. године. Представа покрива авантуре тексашке криминалне банде која покушава да украде пошиљку злата вредну 50.000 долара из канцеларије Wells Fargo-а у Мисурију. Њихов почетни план је да кртица у компанији побегне са златом пре него што напусти Мисури возом; овај план полази по злу и води само до хапшења невиног човека. Међутим, користећи информације стечене у планинском салону у Тексасу, банда је и даље у стању да заустави воз, разнесе вагон у коме се налази злато и врати га у своје тајно скровиште у кањону Црвене реке. Служба маршала Сједињених Држава проналази банду и коначно их побеђује у врхунској борби, са каубојима и Индијанцима увученим у борбу.
Што се тиче наративног стила, Портер се вероватно слободно ослањао на разне недавне популарне филмове, које су снимили филмски ствараоци експериментишући са разрађеним приповедањем. Смела провала усред дана, британска драма јурњаве студија Sheffield Photo Company, често се наводи као посебно утицајна; она, као и још један британски филм, Ловокрадице, успешно су увезени у Америку и започели деценијску моду за филмове усредсређене на хајке. Чини се да су прича и монтажа Смеле провале усред дана обезбедили целокупну наративну структуру за Велику пљачку воза, иако је у потоњем филму потера експлицитна само у једном кадру, дванаестом. Портерова радња је такође профитирала од растуће популарности филмских атракција везаних за железницу, као што су фантомске вожње, и самосталних комичних сцена смештеним у возовима. Велика пљачка воза бавила би се темом железнице детаљније него што је то било уобичајено, приказујући воз из различитих углова и увлачећи га у драматичну авантуру.

## Снимање
Портер је снимио Велику пљачку воза у новембру 1903. године. Неке сцене су снимљене у Едисоновом студију у Њујорку, а друге су урађене у Њу Џерзију, у парку округа Есекс и дуж железнице Делавера, Лакавоне и Запада. Сцена преласка потока снимљена је у Тистл Мил Форду у резервату Јужна планина у парку округа Есекс. Глумачка екипа је укључивала Џастуса Д. Барнса као вођу одметника, Волтера Камерона као шерифа и Г. М. Андерсона у три мале улоге (убијеног путника, расплесаног дођоша и једног од пљачкаша). Многи радници студија били су међу статистима. Едисонов редитељ Џ. Блер Смит био је један од камермана.
Према гласинама о филму које је изнео The New York Times, студио је првобитно покушао да натера железничку компанију да им бесплатно позајми њихове шине и кола, тврдећи да би то био добар публицитет за пругу; директори железница се нису сложили, али су на крају дозволили да се њихови ресурси искористе ако би студио за њих направио и једноставнији рекламни филм. У овом чланку се додаје да су прави ватрогасац и ложач играли своје респективне улоге у филму и да је снимање изазвало извесне сметње када су лутку бачену са локомотиве пролазници погрешно схватили као праву жртву несреће.
Портеров визуелни стил за Велику пљачку воза није био врхунски за 1903. годину; упоредив је са бројним другим филмовима који су објављени отприлике у исто време, као што је Одбегли лудак, популарна комедија студија Biograph о управницима који јуре бегунца из менталне установе и Пар у бекству, британски филм са продуженом секвенцом јурњаве аутомобила. Несрећа Мери Џејн, значајна мрачна комедија коју су направили пионири Брајтонске школе, Џ. А. Смит и Лора Бејли, и која је објављена месецима пре Велике пљачке воза, далеко је софистициранија у својој монтажи и кадрирању. Портеров стил је давао велики приоритет акцији над карактером, при чему је већина фигура остала неразлучива у широким снимцима; инсценација недоследно меша стилизовано позоришно позиционирање глумаца са натуралистичком акцијом. Филм такође оставља многе наративне тачке двосмисленим, захтевајући објашњења која треба да попуни живи наратор или машта публике.
Међутим, Велика пљачка воза је успешно повезала многе популарне теме и преовлађујуће технике тог времена у један приступачан наратив. Портер је секао своје снимке заједно да би наговестио да се акција одвија истовремено на различитим локацијама, као што је то учинио (иако мање ефикасно) у Животу америчког ватрогасца. Коришћење стварних локација на отвореном и насилне акције помогли су да филм остане динамичан, као и техничке стратегије као што су мат комбиновање студијске сцене са снимком на отвореном и три снимка у којима се камера креће. Ова три кадра додају ивицу реализма и непосредности, са кадром који прати радњу као да снима стварни живот у документарном стилу; један од ових снимака, који приказује пљачкаше како беже са својим пленом, чак захтева од фиксне камере да покуша лукаво дијагонално померање, стварајући назубљени ефекат.
Последњи снимак, у којем Барнс пуца у камеру, једини је крупни план филма и не функционише као део радње. Портер је ретко користио крупне планове, посебно у каснијим годинама, радије их је чувао за посебне самосталне ефекте попут овог. Едисонов промотивни летак о филму описује ову сцену на следећи начин:
Сцена 14—РЕАЛИЗАМ. Слика Барнса, вође групе одметника, у природној величини, како нишани и пуца на сваког појединца у публици. (Овај ефекат се постиже зумирањем.) Узбуђење које настаје је велико. Овај сцена може да се користи или на почетку или на крају филма, по избору оператера.
Неформални приступ каталога томе где би сцена требало да буде смештена није био јединствен за Велику пљачку воза; Портеров филм Чича Томина колиба, објављен раније 1903. године, укључивао је сцену трке чамцима која је на различите начине рекламирана као сцена 5 (где би имала неког наративног смисла) или као сцена 10 (где не би). Такви кадрови, дизајнирани првенствено за спектакл, а не за наративну кохерентност, карактеришу популарни стил раног филма који је касније назван „биоскопска атракција”.

## Објављивање и пријем
Године 1903, најчешће место за гледање филмова у Америци били су водвиљ театри, где су филмови били приказивани као део разноврсне забаве; други неформална места такође су понекад приказивала филмове. Компанија Edison Manufacturing Company најавила је Велику пљачку воза излагачима почетком новембра 1903. године, назвавши је „веома сензационализованим насловом”. Да би обезбедили ауторска права, поднели су грубу верзију филма Конгресној библиотеци, где је сачувана. Коначна верзија је постала доступна почетком децембра 1903. године. Студио га је продао излагачима за 111 америчких долара. Прво познато приказивање Велике пљачке воза било је у њујоршком музеју новчића, Хуберовом музеју. До следеће недеље појавила се на једанаест локација у градском подручју, укључујући Еден Музе, велики забавни центар. Едисонове рекламе су представљале филм као „апсолутно супериорнији од било које покретне слике икада направљене” и „верну имитацију правих пљачки које су прославиле разне одметничке банде на дивљем западу”. Неколико верзија Велике пљачке воза је преживело; неке од њих су у великој мери монтирали и изменили њихови власници, али већина је у оригиналном издању, а бар једна је ручно обојена.
Велика пљачка воза остварила је велики комерцијални успех за студио. Пуштана је као главна атракција у многим водвиљ театрима и често се појављивала на два друга места за забаву која су се ширила широм земље у наредним годинама: места где су гледаоци ишли на симулирана путовања железницом, и најранија форма биоскопа, никелодион, где је Велика пљачка воза често била прва приказана атракција. Био је то први филм приказан у никелодион театру Харија Дејвиса и Џона П. Хариса. Велика пљачка воза је можда остварила највећи успех од свих филмова снимљених пре 1905. године. Њеној популарности помогла је њена правовремена тема (пошто су пљачке возова још увек биле познате вести), као и упечатљиви прикази акције и насиља. Неуобичајено за то време, филм је чак детаљно описан у New York Times-у; анонимни рецензент критиковао је већину глумаца, али је похвалио јахање коња и вратоломије, закључивши: „Све је то резултат лоше глуме, али резултати су свакако запањујући”.
Филм је такође био нашироко имитиран и копиран; Lubin Manufacturing Company је у августу 1904. године направила римејк, мењајући само мале детаље. Ауторска права на филм била су правно нејасна све до 1912. године, тако да су, упркос регистрацији филма у Конгресној библиотеци, неовлашћени римејкови и адаптације могли бити некажњено направљени. Сам Портер је режирао пародију на филм из 1905. године, Мала пљачка воза, са децом која пљачкају слаткише и лутке из минијатурног вагона. Али упркос великом успеху и имитаторима, Велика пљачка воза није довело до значајног пораста вестерн филмова; уместо тога, жанр се наставио суштински као и раније, у раштрканој мешавини кратких и дужих прича. Вестерн жанр се није озбиљно проширио све до 1908. године; један од водећих фактора који је допринео овом процвату био је Г. М, Андерсон, сада познат као Брончо Били Андерсон. Портер је наставио да снима филмове више од деценије касније, обично у сличном стилу монтаже као Велика пљачка воза, са неколико додатних техничких иновација. Један историчар је прокоментарисао да су каснија дела као што је Гроф Монте Кристо (1913) били „ништа више од назадовања од Велике пљачке воза и имала је мање урођеног смисла за биоскоп.” Међутим, нека од Портерових дела после Велике пљачке возе и даље су била маштовита по свом садржају, укључујући Клептомана, значајан филм о социјалној правди из 1905. године.

## Наслеђе
У деценијама након Велике пљачке воза развиле су се различите нетачне легенде, преувеличавајући њен историјски значај. Средином 20. века, често се погрешно тврдило да је ово био „први вестерн” или чак „први филм са причом”. Критикујући ове нетачне легенде и наводећи стварни недостатак утицаја филма на жанр вестерна, историчар Скот Сајмон коментарише да је у ствари „главно изненађење филма у ретроспективи то што он никуда није водио, било за свог творца ни за жанр, осим што је послужио лабаво као наративни модел за злочине са оружјем и одмазду у јурњави.” Тврдње о историјском приоритету наставили су да понављају писци опште публике све до раног 21. века.
Каснији филмски критичари, напуштајући претеране тврдње, тежили су да објасне значај филма углавном у смислу његове широке популарности и Портеровог утицајног приповедања вођеног радњом. Вилијам Еверсон и Џорџ Фенин назвали су га „првим драматично креативним америчким филмом”, док је Роберт Склар похвалио способност филма „да уједини филмски спектакл са митом и причама о Америци које су делили људи широм света”. Историчари су навели Велику пљачку воза као Портеров најважнији филм, као и популаран рани филм који прикупља бројне важне вестерн варијанте, као што су „елементи борбе песницама, потера коња и пуцњаве”. Историчарка филма Памела Хачинсон посебно истиче чувену сцену из крупног плана, „ужас који је узнемирујући попут руке која избија из гроба”:
То је посебно насилан чин, како у стварном, тако и у филмском смислу. Наративни замах филма је одбачен, онда је четврти зид екрана разбијен његовим погледом, да би га његови меци додатно покидали. Смештен на почетку филма, могао би да делује као најава за акцију пуцања која долази. Као завршетак, то је упозорење публици да је тамо дивљи свет, а насиље се наставља чак и након што је случај пљачкаша воза затворен.
Велика пљачка воза додата је у Национални регистар филмова Сједињених Држава 1990. године. У популарној култури, бројни филмови и телевизијске серије одају омаж филму и легендарном Барнсовом крупном плану:
- Историчар Џејмс Чепман упоређује уводну секвенцу са пиштољском цеви Џејмс Бонд филмова, коју је осмислио Морис Бајндер, са крупним планом Велике пљачке воза.[44]
- У епизоди „The Riddler's False Notion” (1966) серије Бетмен гостује икона немог филма Френсис Бушман као колекционар филмова који поседује оригинални отисак Велике пљачке воза.[45]
- Немачка ZDF серија Јучерашњи вестерн (1978–1986) користи Барнсов крупни план за своје уводне и завршне секвенце.[46]
- Последња сцена филма Добри момци (1990) Мартина Скорсезеа, у којој Томи Девито (кога тумачи Џо Пеши) пуца у камеру, одаје омаж Барнсовом крупном плану.[15] Скорсезе је прокоментарисао да је ова сцена „...референца на крај Велике пљачке воза... А радња овог филма је веома слична Великој пљачки воза”.[47]
- Епизода „Dead Freight” (2012) серије Чиста хемија одаје почаст Великој пљачки воза, са сличним последњим кадром.[48]